# D (album)
D è il quarto album in studio della band texana White Denim, pubblicato da Downtown Records il 24 maggio 2011 con ampio successo di critica.
Uncut ha posizionato l'album al numero 4 nella lista dei "50 migliori album del 2011", mentre Mojo, NME e Rolling Stone lo hanno classificato rispettivamente al 6, 37 e 46. Questo album ha raggiunto la posizione numero 16 nella classifica degli album dei migliori heatseekers. L'album è stato incluso anche nel libro 1001 Albums You Must Hear Before You Die (1001 Album che devi sentire prima di morire).

## Tracce
1. It's Him! – 3:23
2. Burnished – 2:36
3. At the Farm – 3:59
4. Street Joy – 3:36
5. Anvil Everything – 4:00
6. River to Consider – 5:00
7. Drug – 3:04
8. Bess St. – 3:40
9. Is and Is and Is – 3:45
10. Keys – 4:03